# ホプシー

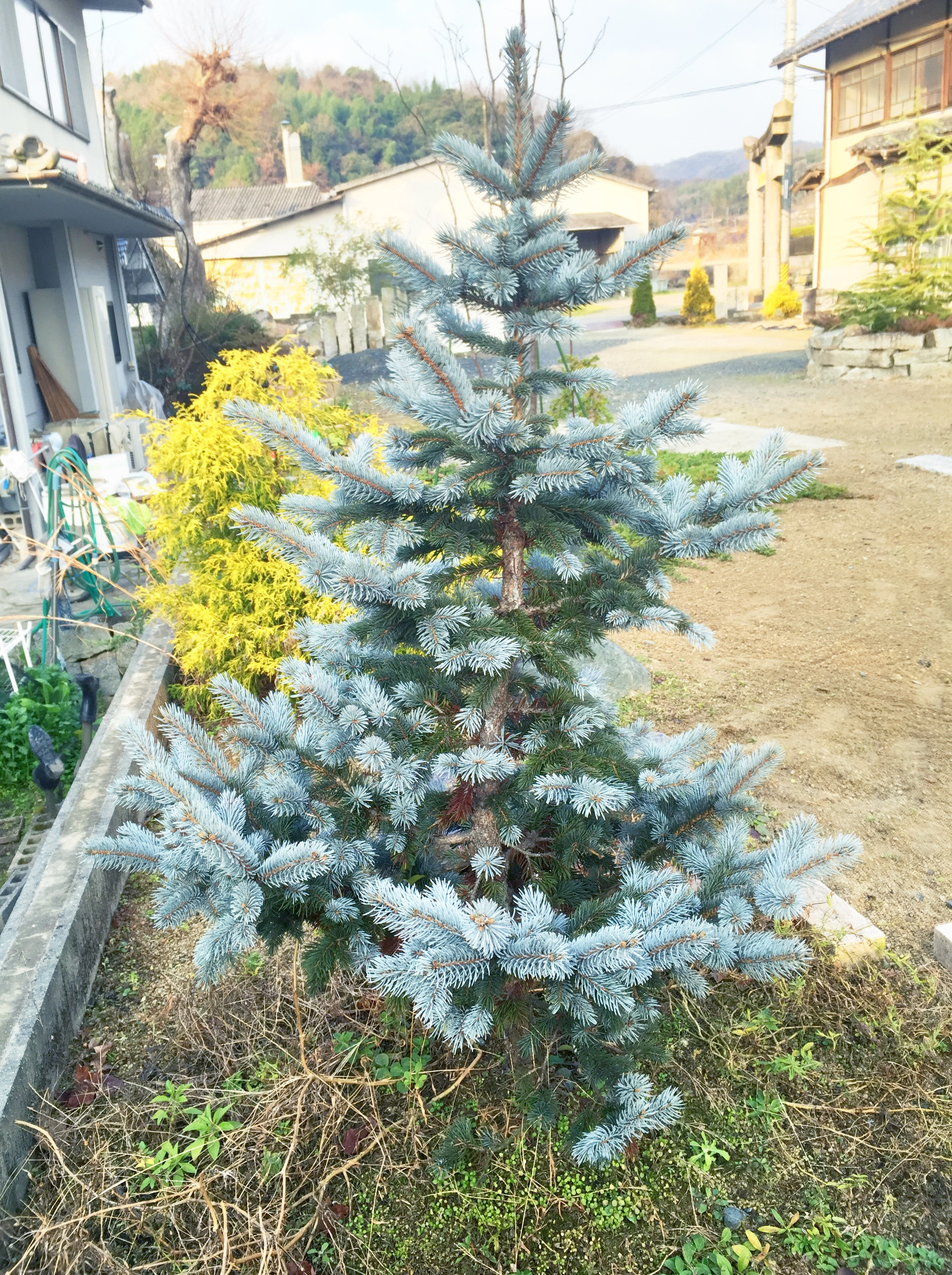
ホプシー　後方は、フィリフィラオーレア

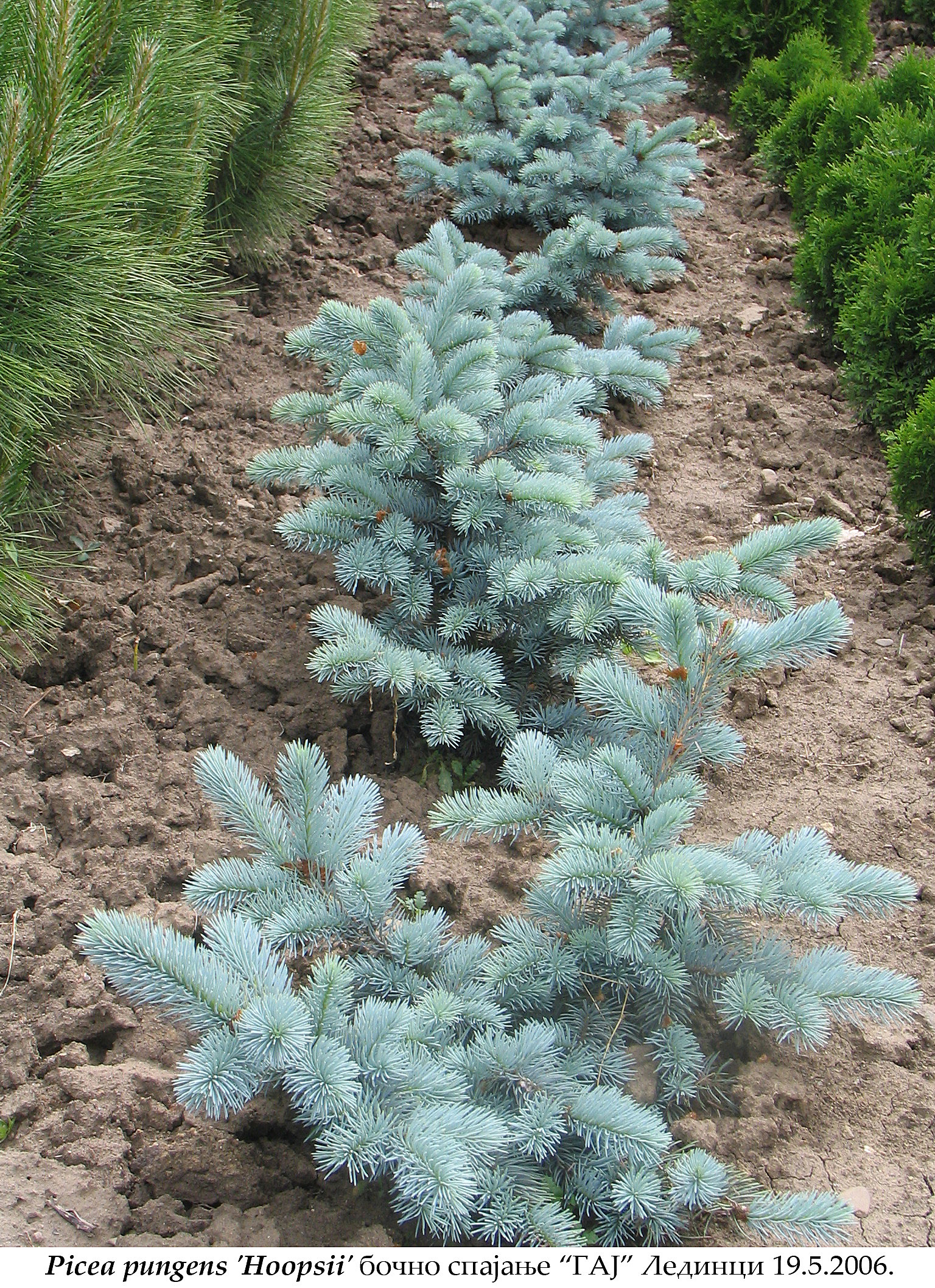
ホプシーの苗木

ホプシー(Hoopsii)は、マツ科トウヒ属コロラドトウヒ(w:Picea pungens)の園芸品種の1つ。銀灰色の美しい葉が特徴で高い人気を持つ高木。北米大陸が原産。

## 概要
成長すると、高さ8-10mに達するが、高さ2m前後までは成長が遅く樹形も整いにくい。コロラドトウヒの実生種の中で、青白い葉をしたものを選別して園芸種としたものなので、通常は接ぎ木で増やす。銀灰色の美しい葉は表面の粉状のワックスのためで、春が最も美しい。側枝は水平に伸びるが、やや樹形が乱れやすいので大きく成長したら剪定が必要になる。芯食い虫の被害にあいやすいので、冬季の薬剤散布が必要となる。根はあまり発達する品種ではないので移植はやや難易度が高い。

## 生育環境
大きく成長する高木なので、周囲には十分なスペースが必要。寒暖の気温差や積雪にも強いが、土壌の過剰な湿気を嫌う。高さ2m程度までは大変神経質で枯れやすい。成長するのは春の間だけで1年に20cm程度しか生育しない。鉢栽培は困難。